# Hans Stieler von Heydekampf
Hans Stieler von Heydekampf (* 24. August 1880 in Berlin; † 4. April 1946 im Speziallager Nr. 3 Hohenschönhausen) war ein deutscher Polizeikommandeur.

## Leben und Wirken

### Jugend und militärische Laufbahn (1880 bis 1919)
Stieler von Heydekampf war der Sohn des preußischen Generalleutnants Arthur Julius Stieler von Heydekampf. Als Elfjähriger trat er 1891 ins königlich-preußische Kadetten-Korps ein. Am 20. März 1899 wurde er als Leutnant in das 1. Garde-Regiment zu Fuß übernommen, bevor er am 24. Februar 1904 in das 2. Garde-Regiment zu Fuß wechselte, wo er am 18. September 1909 zum Oberleutnant befördert wurde.
Vom 1. Oktober 1909 bis zum 30. September 1912 war Stieler Adjutant beim Bezirkskommando Woldenberg. Am 1. Oktober 1913 folgte die Beförderung zum Hauptmann. Am 29. April 1914 kam er ins 5. Garde-Regiment zu Fuß, mit dem er als Bataillonskommandant und im Regimentsstab am Ersten Weltkrieg teilnahm. In den letzten Kriegsmonaten war er vom 19. August bis 14. Dezember 1918 Adjutant beim IV. Armeekorps.
In den ersten Nachkriegsmonaten schloss sich Stieler am 31. März 1919 dem Freikorps Hülsen an. Am 23. August 1919 wurde er dann Adjutant bei der Abwicklungsstelle des 5. Garde-Regiments zu Fuß, bevor er am 12. Oktober 1919 in die Sicherheitspolizei übernommen wurde. Aus dem Heer schied er offiziell zum 9. April 1920 aus, nachdem er noch am 11. November 1919 den Charakter eines Majors erhalten hatte.

### Laufbahn in der Polizei (1919 bis 1934)
Am 27. Juli 1921 wurde Stieler zum Kommandeur der Schutzpolizei in Potsdam ernannt. Von dort wurde er am 15. Juli 1922 zur Polizeischule Eiche kommandiert. Am 15. November 1923 wurde er zur Polizeiverwaltung in Magdeburg versetzt, wo er am 1. April 1926 Polizeioberstleutnant wurde.
Von Magdeburg wurde Stieler am 26. Juli 1926 zur Polizeiverwaltung in Essen versetzt. Am 1. April 1928 folgte ein Kommandierung zur Polizeischule in Bonn. Nachdem er am 1. August 1929 zum Polizeioberst befördert worden war, wurde er bis zum 12. August 1929 nach Berlin kommandiert. Am 3. September 1929 wurde Stieler dann zum Kommandeur der Schutzpolizei beim Polizeipräsidium Recklinghausen ernannt und blieb dies offiziell bis zum 5. März 1933.
Am 7. Oktober 1932 gründete der Oberpräsident der Provinz Westfalen eine Dienststelle mit der Bezeichnung „Der Höhere Polizeiführer im Westen“ mit Sitz in Recklinghausen, zu deren Leiter Stieler von Heydekampf, der als reaktionär galt, ernannt wurde. Aufgabe der neuen Sonderbehörde war die Unterdrückung und gegebenenfalls Niederschlagung befürchteter politischer Unruhen in den Regierungsbezirken Arnsberg, Münster und Düsseldorf. Bis zum 11. Februar 1933 amtierte er in Personalunion auch als zuständiger Referent beim Oberpräsidenten der Provinz Westfalen.
Kurz nach der Machtergreifung der Nationalsozialisten im Frühjahr 1933 wurde Stieler in seinem Amt bestätigt: Durch einen Runderlass des nunmehrigen Preußischen Innenministers Hermann Göring vom 26. März 1933 wurde er offiziell mit Wirkung vom 1. April 1933 zum Kommandeur der Landespolizeiinspektion (LPI) West ernannt, wie seine Dienststelle, deren Sitz am 21. Juni 1933 nach Düsseldorf verlegt wurde, seit April 1933 hieß. Er war damit der Leiter einer von fünf großen Polizeiinspektionen die durch den Göring'schen Erlaß (z. T. wie im Fall der LPI West aus bereits bestehenden Stellen) gebildet worden waren, um den Prozess der Gleichschaltung im Land Preußen polizeilich abzusichern. Innerhalb seines Zuständigkeitsbereiches kommandierte Stieler zu dieser Zeit die gesamte staatliche Polizei, im polizeilichen Ranggefüge zunächst als Polizeigenerals (laut Lilla seit dem 1. Dezember 1932) oder Polizeioberst (Meldung des Preußischen Pressedienstes zu seiner Ernennung) und später als Generalmajor der Landespolizei. Analog zu den vier anderen Polizeiinspektionen war die Funktion seiner Inspektion seit März/April 1933 offiziell mit „Vorbereitung und Durchführung der Abwehr innerer Unruhen“ umschrieben. Besondere Bedeutung hatte seine Stellung den Memoiren von Rudolf Diels zufolge, da er auch für die Niederschlagung der von den Nationalsozialisten befürchteten kommunistischen Aufstände im Ruhrgebiet und im Rheinland zuständig gewesen wäre.
Als Kommandeur der LPI West war Stieler für die Durchführung der Massenverhaftungen in Westdeutschland nach dem Reichstagsbrand vom 28. Februar 1933 und die Unterbringung der zu Schutzhäftlingen deklarierten Personen zuständig. Als Vertrauensmann von Hermann Göring amtierte er außerdem vom 11. Februar bis 10. Juni 1933 als „Sonderkommissar des Ministers des Innern“ mit besonderen Vollmachten. Zu den wichtigsten Aufgaben der Landespolizeiinspektionen gehörte zum einen die Überwachung der politischen Säuberung der uniformierten Polizei, d. h. die Durchführung des „Berufsbeamtengesetzes“ vom 7. April 1933. Zum anderen betrieben die Landespolizeiinspektionen eine verstärkte Militarisierung der neu gebildeten Landespolizei, die schließlich in den Jahren 1935 und 1936 in die Wehrmacht überführt wurde. Er besuchte den 3. Waffentag der deutschen Kavallerie im Juli 1933 in Düsseldorf, eine propagandistische Großveranstaltung.
Im Juni 1934 reichte Stieler sein Abschiedsgesuch als Kommandeur der LPI West ein, woraufhin er bis zum 30. September 1934 beurlaubt wurde. Mit Wirkung vom 1. Juli 1934 folgte ihm dann Richard Baltzer als Kommandeur der Landespolizeiinspektion West nach.

### Spätere Jahre
Nach seinem Ausscheiden aus dem Polizeidienst kehrte Stieler in die Armee zurück: Am 1. Februar 1937 wurde Stieler Generalmajor bei der Wehrinspektion XI (Hannover), wo ihm am 1. Januar 1939 der Charakter eines Generalleutnants verliehen wurde. Das Patent als Generalleutnant folgte am 1. Februar 1941.
Während des Zweiten Weltkriegs fungierte Stieler zunächst seit dem 6. Februar 1940 als Inspekteur der Rüstungsinspektion III (Berlin). Am 9. Juni 1941 wurde er dann als Wirtschaftsinspekteur Süd an die Ostfront kommandiert. Am 15. Januar 1942 trat er als Rüstungsinspekteur III zurück und wurde er am 30. November 1942 entlassen.
Bei Kriegsende wurde Stieler vom sowjetischen NKWD verhaftet kam in das Speziallager Nr. 3 Hohenschönhausen, wo er 1946 starb.